# مقنا
مقنا، مدينة ساحلية تقع على خليج العقبة في منطقة تبوك السعودية بين محافظة حقل ومركز رأس الشيخ، وتبعد قرية مقنا أو كما تسمى بمقنا ما يقارب 35 كيلاً غربي محافظة البدع. وتبعد عن مدينة تبوك 235 كم. وتشتهر بمناظرها الخلابة ووجود عيني مياه بها وهي عين موسى «وشمالها ب 20 كيلو عين طيب اسم». كما تمتاز بكثرة وجود أشجار النخيل والفواكة والمنقا والليمون وكذلك مناظرها البحرية الخلابة الغنية بالأحياء البحرية والشعب المرجانية التي قل ما تتواجد في أي مكان أخر في العالم، يوجد بها مشروع الخط السياحي الذي يربط بين السعودية ومصر، حيث تشترك به مع مدينة «دهب» المصرية، وزمن الرحلة بين المدينتين يصل إلى 30 دقيقة فقط. يقول عنها ياقوت الحموي في معجمه:«مقنا: قرب أيلة صالحهم النبي صلى الله عليه وسلم على ربع عروكهم -والعروك حيث يصطاد عليه- وعلى أن يعجل فيهم ربع كراعهم وخلفتهم»

## آثار مقنا
على بعد 500 م جنوب مقنا يقع جبل العوايشة الذي يعتبر من أهم المواقع الأثرية في تبوك، وتتوزع القطع الفخارية للأواني المتنوعة الأحجام والأشكال على سطح مقنا، وكذلك القطع الزجاجية، وتأريخ الموقع يعود للفترة الواقعة بين العصر النبطي والعصر الإسلامي المبكر.

## انظر ايضًا
- تبوك
- شرما
- طيب اسم
- وادي عفال
- مدائن شعيب
- رأس الشيخ حميد
- رجوم صعصع

## وصلات خارجية
- «مقنا» في تبوك شواطئ رائعة تنتظر الاستثمار السياحي.